# Buinovo, Smolean
Buinovo (în bulgară Буйново) este un sat în comuna Borino, regiunea Smolean,  Bulgaria. 

## Demografie
Componența etnică a satului Buinovo
     Bulgari (92,81%)
     Nicio identificare (5,8%)
     Altele (1,38%)
La recensământul din 2011, populația satului Buinovo era de 362 locuitori. Din punct de vedere etnic, majoritatea locuitorilor (92,81%) erau bulgari. Pentru 5,8% din locuitori nu este cunoscută apartenența etnică.